# ماریا ترزیا فون پارادیس
ماریا ترزیا فون پارادیس

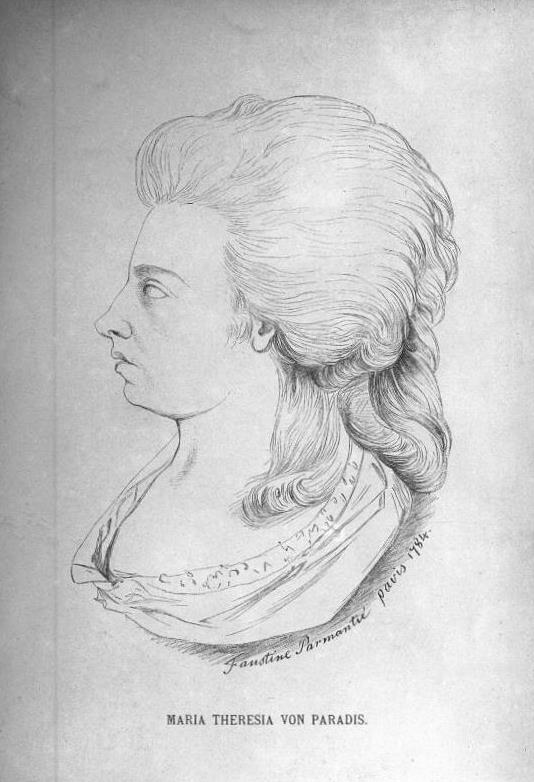
چهره‌ی نقاشی شده‌ی ماریا ترزیا فون پارادیس

ماریا ترِزیا فون پارادیس زاده‌ی 15 مِی 1759 و درگذشته‌ی 1 فوریه‌ی 1824، موسیقیدان و تصنیف‌گر موسیقی اهل اتریش بوده است. او در سال‌های ابتدایی عمرش، بینایی خود را از دست داد. گفته می‌شود موتسارت، پیانو کنسرتوی شماره 18 خود را برای فون پارادیس نوشته است.  

## اوایل زندگی
پدر ماریا، جوزف آنتون فون پارادیس نام داشت که وزیر بازرگانی و مشاور دربار ملکه ماریا ترزا بود و اسم فرزندش را نیز به افتخار ملکه، ماریا نهاد. شواهدی در دست است که نشان می‌دهد ماریا بین دو تا پنج سالگی، قوه‌ی بینایی خود را از دست داد.
او در کودکی و جوانی، آموزش‌های گسترده‌ای در زمینه‌ی موسیقی زیر نظر اساتید مطرحی چون: آنتونیو سالیری، لئوپُلد کوژلُخ، وینچنزو رجینی و جوزف فولگر، دیده بود.  
به رغم از دست دادن بینایی، پارادیس حافظه‌ای قوی و قوه‌ی شنوایی دقیقی داشت به طوری که شش کنسرتو را تنها از طریق گوش دادن به آن‌ها یاد گرفته بود. او همچنین چندین رپرتوار مذهبی و انفرادی را به همین طریق یاد گرفت.
در 1773، از پارادیس دعوت شد تا اجرای یک کنسرتو برای ساز ارگان را که توسط آنتونیو سالیری تصنیف شده بود، بر عهده بگیرد. متاسفانه امروزه تنها بخش اول این کنسرتو به دست ما رسیده و بخش دوم آن ناپدید شده است.
در سال 1775، پارادیس به عنوان آوازخوان و نوازنده‌ی پیانو در تالارهای وین و کنسرت‌های مختلف به اجرا پرداخت.
در خلال سال‌های 1776 تا 1777، پارادیس تحت درمان فرانتس مسمر، پزشک مشهور آلمانی قرار گرفت و درمان‌های او تا حدی نابینایی کامل پارادیس را بهبود بخشید. در ادامه اما به دلیل ترس از بدگویی مردم درباره‌ی رابطه‌ی او با پزشک و همچنین به دلیل ترس از دست دادن مستمری‌ای که برای نابینا بودنش دریافت می‌کرد، به درمان خاتمه داد. با این جدایی، او برای همیشه نابینا باقی ماند. 

## سفر به سراسر اروپا
پارادیس خود را محدود به وین نکرد و در سال 1783، با همراهی مادرش مهیای برگزاری چند اجرا در پاریس و لندن شد. در آگوست همان سال و یا به نقل از نانِرل در سپتامبر آن سال (نانِرل، خواهر بزرگتر موستارت و نوازنده‌ی پیانو) پارادیس و همراهانش به دیدار موستارت در شهر سالزبورگ رفتند. پس از آن پارادیس در سوییس و چند شهر آلمان از جمله فرانکفورت، به اجرا پرداخت و نهایتاً تور خود را در مارس 1784 میلادی در پاریس به پایان رساند. پارادیس در مجموع 14 مرتبه در شهر پاریس به روی صحنه رفت و مورد تحسین بسیاری از منتقدین و علاقه‌مندان نیز قرار گرفت. گفتنی است به سال 1785، پارادیس در کار تاسیس نخستین مدرسه‌ی مخصوصِ افراد نابینا، به کمک "والنتین هاوی" (بنیادگذار اصلی این مدرسه) شتافت.   
ماریا ترزیا فون پارادیس، همچنین در سال 1784 یکی از پیانو کنسرتوهای "جوزف هایدن" (HXVIII: 4) را در پاریس اجرا کرد، اثری که در سال 1770 تصنیف شده بود و نسخه‌ی اصل و خطی آن هم اکنون گم شده است. 
او همچنین در سال 1784، برای اجرای یک پیانو کنسرتو (احتمالاً قطعه‌ی K. 456) از موتسارت روی صحنه رفت، باور عمومی بر آن است که آن قطعه را موتسارت برای پارادیس نوشته است، گرچه صحت این موضوع همچنان بحث برانگیز است. روث هالیوِل (نویسنده‌ی بریتانیایی کتاب خانواده‌ی موستارت) در این رابطه چنین گفته است: "به طور دقیق نمی‌توانیم بگوییم کدام کنسرتوی موتسارت برای پارادیس نوشته شده است. لئوپُلد موستارت (پدر ولفگانگ آمادئوس موستارت) در نامه‌ای که برای دخترش نانِرل نوشته، کنسرتوی مورد نظر را شکوه‌مندانه توصیف کرده است و در آن نامه بیان می‌کند که آمادئوس این کنسرتو را برای فون پارادیس تصنیف نموده است. با توجه به تاریخ نگارش نامه، کنسرتوی مورد نظر مربوط به آثار بعد از قطعه‎‌ی K.453 می‌باشد. اما این که کنسرتوی نوشته شده برای پارادیس دقیقاً کدام قطعه می‌باشد، همچنان مورد بحث است".

پارادیس اواخر سال 1784 به شهر وست‌مینیستر واقع در لندن سفر کرد و چند ماهی را صرف اجرای قطعات گوناگون در کارلتون هاوس (عمارت شاهزاده‌ی ولز) و میدان هانوفر نمود. او همچنین موفق شد به همراهی شاهزاده‌ی ولز که ویلون‌سل می‌نواخت، فوگ‌هایی از  هَندل، موسیقی‌دان برجسته‌ی آلمانی و همچنین قطعاتی از جورج سوم، پادشاه وقت بریتانیا را اجرا کند. گرچه اجراهای او در انگلستان بر خلاف اجراهای پاریس‌اش، مورد استقبال واقع نشد. پس از آن، پارادیس به اجرا در سراسر اروپای غربی ادامه داد و پس از اجراهایی در هامبورگ، (در مدت اقامت خود در هامبورگ، پارادیس با کارل فیلیپ امانوئل باخ [فرزند یوهان سباستین باخ] دیدار داشت) برلین و پراگ، سرانجام در سال 1786 بار دیگر به وین بازگشت. او همچنین در نظر داشت در ایالات گوناگون ایتالیا و روسیه اجرا داشته باشد که هیچگاه موفق به برگزاری آن‌ها نشد. پارادیس به منظور تولید اپرای خود به نام "رینالدو و آلچینا"، در سال 1797 به پراگ بازگشت. 

## تصنیفات و اواخر زندگی
در سال 1789، پارادیس بیشتر مشغول به ساختن قطعات موسیقی شد و از اجرا فاصله گرفت. او در خلال سال‌های 1789 تا 1797 پنج اپرا و سه کانتات نوشت. پارادیس در نهایت پس از عدم موفقیت اپرای رینالدو و آلچینا در سال 1797، تمرکز خود را بر روی تدریس گذاشت. در سال 1808 مدرسه‌ی موسیقی خود را در وین بنیاد نهاد و خود تا پایان عمرش در سال 1824، به دختران نوجوان آواز، پیانو و تئوری موسیقی درس می‌داد. 
اغلب آثار پارادیس در سبک اپرا نوشته شده و تاثیر کارهای سالیری بر آثار او مشهود است. همچنین بسیاری از تصنیفات اپرایی او در سبک سینگزپیِل نوشته شده است. (یکی از سبک‌های موسیقیایی مرسوم قرن هجده و نوزده در آلمان) از سوی دیگر آثار پیانویی او نشان می‌دهد، پارادیس به شدت در ساخت این نوع قطعات تحت تاثیر معلم پیانوی خود لئوپلد کوژلُخ بوده است. 

### سیسیلیِن
مشهورترین قطعه‌ی منسوب به پارادیس، سیسیلیِن در E-flat Major نام دارد که برای اجرا توسط پیانو و ویلون نوشته شده است. پارادیس این قطعه را با الهام از ویلون سونات شماره‌ی 1 اثر کارل ماریا فون وِبِر تصنیف نموده است. 

## فهرست آثار ماریا ترزیا فون پارادیس
آثار اجرا شده روی صحنه:
- - Ariadne und Bacchus, melodrama, June 20, 1791 (گم شده و در دست نیست)
  - Der Schulkandidat, December 5, 1792, pt of Act 2 and all of Act 3 (Overture: ClarNan Editions; rest (گم شده و در دست نیست)
  - Rinaldo und Alcina, Zauberoper, June 30, 1797 (گم شده و در دست نیست)
  - Große militärische Oper 1805 (گم شده و در دست نیست)
  - Zwei ländliche Opern (گم شده و در دست نیست)

کانتات‌ها
- - Trauerkantate auf den Tod Leopolds II, 1792 (گم شده و در دست نیست)
  - Deutsches Monument Ludwigs des Unglücklichen, 1793
  - Kantate auf die Wiedergenesung meines Vaters (گم شده و در دست نیست)

آثار بی‌کلام
- کنسرتو پیانوفورته  (گم شده)
- کنسرتو پیانوفورته (گم شده)
- 12 سونات پیانو، 1792 (گم شده)
- سه نوازی پیانوفورته، 1800 (گم شده)
- Fantasie in G, pf, 1807
- Fantasie in C, pf, 1811
- واریاسون‌هایی برای کیبورد (گم شده)
- An meine entfernten Lieben, pf (گم شده)
- قطعات موجود در مجموعه‌ی (لِیدر) که شامل 18 قطعه می‌باشد و دو قطعه‌ی آن گم شده

- نت‌های رایگان اثرِ ماریا ترزیا فون پارادیس در پروژه بین‌المللی کتابخانه نت‌های موسیقی (IMSLP)
- Free digital scores by Maria Theresia von Paradis in the OpenScore Lieder Corpus

## ارجاعات فرهنگی به آثار او

### رمان و داستان کوتاه
- بارنز، جولیان . "هارمونی" در نبض ، مجموعه ای از داستان های کوتاه از جولیان بارنز. نیویورک: آلفرد آ. ناپف، 2011.
- هالبرشتات، میشل . پیانیست در تاریکی [رمان]. نیویورک، کتاب پگاسوس، 2011.
- اودوهرتی، برایان . مورد عجیب مادمازل پی [رمان]. وینتیج، لندن 1992،شابک ‎۰ ۰۹ ۹۲۲۳۷۱ ۶ .
- والسر، آلیسا . مسحور [رمان]. لندن: MacLehose Press، 2012.
- Thuillier، Jean ، "Franz Anton Mesmer ou L'extase Magnétique" [بیوگرافی/رمان]. پاریس، رابرت لافونت 1988.

### اجراها
- استیونز، کلودیا، اجرای قطعاتی از پارادیس در سال 1994.

مستندات ویدئویی، فیلمنامه، طرح‌های موسیقی و تاریخچه اجرا، موجود در مقالات کلودیا استیونز، مجموعه‌های ویژه، کتابخانه ارل گِرِگ سوئِم، کالج ویلیام و مری. http://scdb.swem.wm.edu/?p=collections/controlcard&id=8096 یک نمایش انفرادی با همراهی موسیقی در دو پرده، متن و موسیقی از کلودیا استیونز، درباره‌ی رابطه‌ی ماریا ترزیا فون پارادیس با مسمر.

### آثار سینمایی
- آمادوئوس، به کارگردانی میلوش فورمن محصول 1984.

در این فیلم به پارادیس در صحنه‌ای اشاره می‌شود که طی آن آنتونیو سالیری به امپراتور جوزف دوم گزارش می‌دهد که پارادیس ادعا کرده در طول یک درس مورد آزار موتسارت قرار گرفته است. این ادعا، در داستان فیلم، در نهایت به عنوان یک نیرنگ توسط سالیری، برای جلوگیری از انتصاب موتسارت به عنوان معلم خواهرزاده جوان امپراتور، به تصویر کشیده می‌شود.
- مسمر، به کارگردانی راجر اسپاتیسوود محصول 2000.
- مادمازل پارادیس، به کارگردانی باربارا آلبرت محصول سال 2017

## همچنین ببینید
- شارلوتا سیرلینگ

## لینک های خارجی
- Free scores by Maria Theresia von Paradis at the International Music Score Library Project (IMSLP)
- Free digital scores by Maria Theresia von Paradis in the OpenScore Lieder Corpus

## کتابشناسی - فهرست کتب
- آدلر، گیدو و کارل فریبرث. Das Wiener Lied von 1778 bis Mozarts Tod. گلچین نمره. Denkmäler der Tonkunst در Österreich 54، 1960.
- آنگرمولر، رودولف. آنتونیو سالیری Dokumente seines Lebens. 3 Bde. بوک، بد هانف، 2002.
- بوروف، ادیت. «زنان آهنگساز: خاطره و تاریخ». سمپوزیوم موسیقی کالج 15 (1975): 26–33.
- Bundes-Blindenerziehungsinstitut. 200 Jahre Blindenbildung im deutschen Sprachraum. وین 2004، S. 56.
- فرانکل، لودویگ آگوست. بیوگرافی ماریا ترزیا فون پارادیس. Linz: Verlag des oberoesterreichischen Privat-Blinden- Institutes، 1876.
- فورست، ماریون. Maria Theresia Paradis, Köln: Böhlau 2005 (شابک ‎۳−۴۱۲−۱۹۵۰۵−۷ ), Mozart-Jahrbuch 2007/2008, (Kassel: Bärenreiter, 2011) نقد آنلاین بایگانی‌شده  در ۱۵ ژوئن ۲۰۲۱ توسط Wayback Machine
- فورست، ماریون. ماریا ترزیا پارادیس – Mozarts berühmte Zeitgenossin. Böhlau، Köln، 2005.
- گوردی، لورا آن. "زنان در حال خلق موسیقی، 1750-1850: ماریان مارتینز، ماریا ترزیا فون پارادیس، فانی مندلسون هنسل، و کلارا ویک شومان." پایان نامه DMA، دانشگاه آلاباما، 1987.
- هالیول، روث. خانواده موتزارت: چهار زندگی در یک زمینه اجتماعی مطبوعات کلردون، آکسفورد، 1998.
- جزیک، دایان و الیزابت وود. آهنگساز زنان: سنت گمشده پیدا شد. نیویورک: انتشارات فمینیستی در دانشگاه سیتی نیویورک.
- ماتسوشیتا، هیدمی. "کاره موسیقی و آهنگسازی ماریا ترزیا فون پارادیس." Ph.D. پایان نامه، دانشگاه بریگام یانگ، 1989.
- ماکسول، آندریا. "ماریا ترزیا فون پارادیس." هلیکن ناین 1، شماره 2 (پاییز و زمستان 1979): 54-57.
- مک کان، میشل روهم و املی ولدن. دخترانی که دنیا را تکان دادند: قهرمانان از ژان آرک تا مادر ترزا. نیویورک: علاءالدین، 2012.
- مل، اسکندر. Encyklopädisches Handbuch des Blindenwesens Verlag von A. Pichlers Witwe und Sohn, Wien, Laipzig, 1900, S. 576–578.
- نیکلاس، جرمی. "هنرمندان فراموش شده." پیانو بین المللی شماره 16 (نوامبر تا دسامبر 2012): 36-39.
- پورتشر، نورا. دکتر مسمر: یک مطالعه تاریخی. لندن: وست هاوس، 1947.
- سدی، استنلی ، ویرایش. دیکشنری New Grove of Music and Musicians. (2. Auflage) فرهنگ لغت گرو، نیویورک، 2000.